# 瑞徵
瑞徵(1862年—？)，敖氏，奉天义州滿洲鑲黃旗人，清朝政治人物、同進士出身。
光緒十四年戊子科举人，二十一年（1895年），参加光緒乙未科殿試，登進士三甲71名。同年五月，著交吏部掣签分发各省，以知县即用。